# Haupiri
Haupiri ist eine kleine abgelegene Siedlung im Grey District in der Region West Coast auf der Südinsel von Neuseeland.

## Geographie
Die Siedlung liegt rund 50 km östlich von Greymouth in den Bergen. Die Seen Lake Ahaura und Lake Haupiri sowie die Flüsse  Ahaura River und Haupiri River liegen wenige Kilometer westlich des Ortes. Der nächstgelegene Ort ist Kopara, über den auch die kürzeste Straßenverbindung nach Ruru und weiter bis nach Greymouth und zur Tasmansee führt.
Zum Zensus des Jahres 2013 zählte der Ort 531 Einwohner, 39,4 % mehr als zur Volkszählung im Jahr 2006.

## Bildungswesen
Die Gloriavale Christian Community School  ist eine christliche private Composite School für die Schuljahre 1–15 und zählte 2011 127 Schüler. Die Schule zog 1990 an die West Coast und wird von der neuseeländischen christliche Sekte der Cooperiten betrieben.